# PROWLER
PROWLER（プロウラー）は、1980年に東京で結成された日本のヘヴィメタルバンド。結成当初のメンバーは、ギタリストのDAISUKE（ダイスケ）を中心に活動を開始した。その後、ボーカリストのSEIBUN（セイブン）が加入し、バンドの中心人物となった。

## 歴史
1983年12月、YOKE OF STEELとのスプリットEPをリリースし、1985年にはシングル「BACK FIRE」を発表。
1985年頃、ベーシストのTAIJI（タイジ）が一時的に加入したが、SEIBUNとの意見の相違によりライブ活動を行う前に脱退。その後、ベーシストとしてHIROTOMI（ヒロトミ）が加入した。同年、ギタリストのDAISUKEが脱退し、HISATO（ヒサト）が後任として参加。
1987年頃、ギタリストのNORI（ノリ）とベーシストのHIRO（ヒロ）が新たに加入し、バンドは活動を再開。この時期のラインナップは、ボーカル：SEIBUN、ギター：NORI、ベース：HIRO、ドラム：SHIGEO（シゲオ）。
バンドの活動期間中、メンバーチェンジが頻繁に行われ、音楽性や活動内容にも変化が見られた。最終的にバンドは解散したが、詳細な解散時期やその後のメンバーの活動については明らかにされていない。
「PROWLER」は、1980年代の日本のメタルシーンにおいて独自の存在感を示し、その音楽性とパフォーマンスで多くのファンを獲得した。
さらに、ベーシストのTAIJIは、後にX（X JAPAN）やLOUDNESSなどのバンドで活躍し、日本のメタルシーンに多大な影響を与えた。
彼らの楽曲は、レコチョクなどの音楽配信サービスで視聴が可能。 